# 10月はふたつある
『10月はふたつある』（じゅうがつはふたつある）は、大島弓子による日本の漫画作品。『JOTOMO』（小学館）1975年10月号に掲載された。
原稿を渡した後、四国方面でのサイン会があり、新幹線に間に合うべく急いだこと、新幹線の中で台風に遭ったこと、広島発の連絡船の上で海が荒れていたことなどが印象に残っているという。

## あらすじ
焼木長子はある朝、二日酔いのまま、若い男性と同衾した状態で目を覚ました。慌ててそのアパートを飛び出し、セーラー服を着てそのまま登校した長子は、その男性、藤枝が自分の通っている学校の臨時の体育教師として赴任してきたことにさらに驚かされる。体育の授業で、苦手の逆上がりができなかったことで更に屈辱を覚える。翌日、藤枝は雨のため室内授業になってしまった体育の講義で、長子からの、関心も愛情もない女性と一晩過ごすことに罪悪感はないのか、という質問に答えて、それらの位置関係は同一線上にあり、自分に好意を持ったままいだかずにいる方がはるかに重要だ、と答える。
同じ日、長子はボーイフレンドの室生に処女ではなくなった旨を告白し、放課後一人で逆上がりの練習をして成功した。それを影で見ていて祝福した藤枝に、長子は怨み言ではなく、逆立ちをした際に見える上下逆の世界や鏡の向こうの世界が輝いて見えることがあり、どうしたら、その輝きを手に入れられるのか、知りたかったと告白する。藤枝は長子の決心さえつけばもうひとつの10月へ連れてゆくと約束するが、事態は長子の両親に露顕し、長子は自室内に閉じ込められる。
翌日、何とか自室を脱出してきた長子は藤枝が警察に連行されるさまを見て、自分も同罪だと叫ぶが、藤枝は長子の父が娘を傷物にされた怒りで叫んだこと、室生が藤枝に立ち向かって来たことなどを語る。満身創痍の室生を心配して叫んだ長子は気がつくと、パジャマ姿でベッドの中におり、今日が10月1日であることを母親から教えられ、すべてが自分の夢だったことに気づく。しかし、同級生たちの会話の中で生徒が慕って自殺したという、今はなき美青年の写真を見て、藤枝そっくりであったことに驚愕させられる。
長子は知らぬうちに逆上がりができるようにもなっていた。長子は藤枝ではなく、室生の方について行ったことは、今が逃げることの出来ない世界なのだ、と結論づけることにした。

## 登場人物
焼木長子（やいぎ ながこ）
主人公。パブで3人で酒を飲んだ際に、なぜ生きているかと尋ね、キスをされそうになり、相手に平手を食らわすほど、気の強い性格。藤枝に対しても、当初は断固とした態度をとる気でおり、泥醉した女性をベッドに連れ込む藤枝のことを長子は許さないと誓っていた。父親の立場を理解しており、無断外泊の理由を尋ねないのは、体面を守るためだというふうにを解釈していたが、自分が処女を失ったことについては心から両親にわびていた。
藤枝（ふじえだ）
この物語のキーパーソン。長子と同衾した後も正々堂々としており、逆上がりのできない長子に対し、どれだけ体育をさぼっていたのか分かると言って、赤点を与えていた。実は故人で、20年前に彼を慕っていた女生徒が自殺をしており、そのショックで10年後に脳の病で死去している。女生徒の思いを立場上受け入れることができなかったことを後悔していたという。
室生（むろう）
長子の同級生で、交際相手。高校に入学した際に唐突に長子に告白し、以後昼食を一緒にとったり、本を貸したり、日ごろの悩みを語り合ったりしている。長子のことをいつも通りで、藤枝に熱をあげないところに安心したと答えている。長子の告白で彼女のことを避けたように見えたが、実は藤枝に対して激怒しており、藤枝にくってかかってきて、逆に左腕の関節、右手首も駄目にするという重傷を負わされている。
長子の父
都議会の議員で、毎年選出されている。長子の外泊についても上述のように世間体の問題であるかのような態度をとり、藤枝に陵辱された娘に対して平手打ちを食らわせ、人しれず藤枝を処分しようとしていたが、幼い妹がいじめられた時の兄のように藤枝の前で怒りを露わにして、理性もない状態で彼を怒鳴りつけていた。
長子の母
無断外泊をした娘を心配し、友人の家全てに電話をしようとしており、娘が信じられないのかという夫の一言がなければ警察に連絡するところであった。外泊の翌日、長子が眉を剃ったのを見て、室生の家に嫁入りをするのかと勘違いをして焦っていた。

## 解説
- 斎藤次郎は、長子が逆上がりに成功した際に藤枝につぶやいた、どうしたら光り輝くあっちの世界へ行くことができるのかというのが作品の主題であり、長子がそう感じたときこそが夢の最中で、虚像の光の渦中であり、藤枝の言葉に従わなかった自分が真に求めていたものが「いま」にほかならないと結論づけている。逆立ちをしてみたり、鏡の中の風景がどれだけ輝いて見えたとしても、それは長子の目の中にだけあるものであるからで、最後のフランス語の授業で新しく習う単語が「vivre」であるところに、「あっち」に死の匂いが暗示されており、その描写に作者の優しさや堅実さを感じると述べている[2]。

## 単行本
- 『ロジオン ロマーヌイチ ラスコーリニコフ -罪と罰より-』 朝日ソノラマ、サンコミックス（1976年9月25日刊）
  - 収録作品 -『ロジオン ロマーヌイチ ラスコーリニコフ -罪と罰より-』・『10月はふたつある』 ・『銀の実を食べた』
- 『キララ星人応答せよ』 小学館、小学館文庫（1979年12月20日刊）
  - 収録作品 -『キララ星人応答せよ』・『F式蘭丸』・『10月はふたつある』・『花!花!ピーピー草…花』
- 『大島弓子選集第4巻  ほうせんか・ぱん』朝日ソノラマ（1986年2月28日刊）
  - 収録作品 -『海にいるのは…』・『ほうせんか・ぱん』・『ほたるの泉』・『銀の実を食べた』・『わがソドムへどうぞ』・『F式蘭丸』・『10月はふたつある』・『リベルテ144時間』・『ヨハネがすき』
- 『全て緑になる日まで』白泉社、白泉社文庫（1996年12月18日刊）
  - 収録作品 -『F式蘭丸』・『10月はふたつある』・『リベルテ144時間』・『ヨハネがすき』・『全て緑になる日まで』・『アポストロフィーS』